# Strömungsschleifen
Strömungsschleifen ist ein trennendes Fertigungsverfahren, das zur Nachbearbeitung von Werkstücken mit komplex geformten Außen- und Innenkonturen eingesetzt wird. Das Verfahren kann durch das Deutsche Institut für Normung nicht eindeutig zugeordnet werden, weswegen auch die Namensgebung Abweichungen unterliegt. Alternativ lassen sich häufig folgende Bezeichnungen finden: Druckfließläppen, Pressläppen, Fließschleifen, MicroStream-Strömungsschleifen und Hubschleifen.
Zur Bearbeitung der Werkstückoberfläche dient eine abrasive Paste. Diese besteht aus Schleifkörnern verschiedener Art, Größe und Konzentration, eingebettet in eine polymere Kunststoffmasse mit definierter Viskosität und abgestimmt auf die jeweilige Bearbeitungsaufgabe. Dieses abrasive Medium wird zyklisch und alternierend unter Drücken von typischerweise 20–50 bar über die zu bearbeitende Kontur des Werkstückes geführt. Im Unterschied zur artverwandten hydroerosiven Bearbeitung, die für die Bearbeitung sehr kleiner Innenkonturen verwendet wird, ist das Arbeitsmedium viskoelastisch und mit wesentlich größeren Abrasivkörnern höherer Konzentrationen versetzt.
Das Verfahren wurde Ende der 1960er-Jahre in den USA entwickelt und zur industriellen Einsatzreife geführt. Bei der Einführung diente das Verfahren zunächst zur Bearbeitung von Bauteilen aus hochlegierten Materialien mit komplizierten Innengeometrien, die in der Luft- und Raumfahrt eingesetzt werden. Inzwischen wird es in vielen verschiedenen Industriezweigen angewendet wie Automobilindustrie, Formen und Matrizen, Medizintechnik, Textilindustrie sowie allgemeiner Werkzeugbau.